# Forcipomyia taiwana
Forcipomyia taiwana är en tvåvingeart som först beskrevs av Tokuichi Shiraki 1913.  Forcipomyia taiwana ingår i släktet Forcipomyia och familjen svidknott. Inga underarter finns listade i Catalogue of Life.